# Juegos del Pacífico Sur 1971
Los Juegos del Pacífico Sur 1971 fueron la cuarta edición del mayor evento multideportivo de Oceanía.  Tuvieron lugar en Papeete, Polinesia Francesa entre el 25 de agosto y el 5 de septiembre, siendo 14 los países que participaron.
Francia gastó 3 millones de dólares en la organización, poniendo énfasis en el orden y las competencias realizadas correctamente.

## Participantes
| - Fiyi - Guam - Islas Cook - Islas Gilbert y Ellice - Islas Salomón - Nauru - Nuevas Hébridas | - Nueva Caledonia - Papúa Nueva Guinea - Polinesia Francesa - Samoa Americana - Samoa Occidental - Tonga - Wallis y Futuna |

## Deportes
Aunque el número total de deportes y la mayoría de éstos se desconocen, los siguientes sí aparecen en los registros:
- Atletismo
- Fútbol (Detalles)
- Natación

## Medallero
| Núm. | País                   | Oro | Plata | Bronce | Total |
| ---- | ---------------------- | --- | ----- | ------ | ----- |
| 1    | Nueva Caledonia        | 33  | 32    | 27     | 92    |
| 2    | Papúa Nueva Guinea     | 28  | 28    | 21     | 77    |
| 3    | Polinesia Francesa     | 22  | 24    | 24     | 70    |
| 4    | Fiyi                   | 16  | 17    | 13     | 46    |
| 5    | Samoa Occidental       | 9   | 3     | 5      | 17    |
| 6    | Tonga                  | 4   | 3     | 4      | 11    |
| 7    | Guam                   | 2   | 3     | 8      | 13    |
| 8    | Wallis y Futuna        | 2   | 1     | 6      | 9     |
| 9    | Islas Salomón          | 1   | 2     | 2      | 5     |
| 10   | Samoa Americana        | 0   | 2     | 12     | 14    |
| 11   | Islas Cook             | 0   | 1     | 3      | 4     |
| 12   | Nuevas Hébridas        | 0   | 1     | 0      | 1     |
| 13   | Islas Gilbert y Ellice | 0   | 0     | 0      | 0     |
| 14   | Nauru                  | 0   | 0     | 0      | 0     |